# Thomas Parr (Altersmythos)

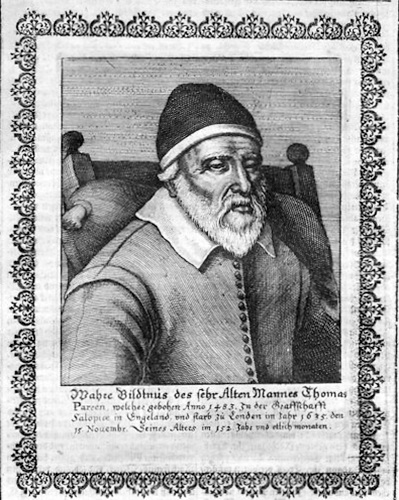
Thomas Parr, Stich von Matthäus Merian

Thomas Parr (* um 1565 in Winnington bei Shrewsbury, Shropshire; † 14. November 1635), genannt Old Parr oder Old Tom Parr, war ein Engländer, der angeblich 152 Jahre und neun Monate alt wurde.

## Leben
Thomas Parr war wie sein Vater John Parr Landarbeiter. Bekannt wurde er durch sein „biblisches Alter“ von 152 Jahren. Nach eigenen Angaben wurde er 1483 geboren und war in seiner Heimat Winnington bei Wollaston in Shropshire (seinerzeit Kirchengemeinde Alberbury, Distrikt von Sallop, heute Darwin Country), 16 km westlich von Shrewsbury, nahe der walisischen Grenze bereits eine lokale Berühmtheit, als er 1635 von Thomas Howard, 21. Earl of Arundel „entdeckt“ und zur Belustigung des englischen Königshofs nach London gebracht wurde. Er konnte sich aber nur an wenige Ereignisse in seinem langen Leben erinnern. Dennoch zog er neugierige Menschenmassen an, und Cornelis van Dalen fertigte ein Porträt des Greises an, das heute in der National Portrait Gallery zu sehen ist. Nur sechs Wochen nach seiner Ankunft in London starb Parr; laut des Autopsieberichts des Arztes William Harvey (Entdecker des Blutkreislaufs) waren ihm die reiche Kost, die schweren Weine und die Verschmutzung in der Großstadt nicht bekommen. Seine Organe waren in so gutem Zustand, dass bei Fortführung seiner gewohnten Kost er noch hätte leben können. König Karl I. ließ Parr in der Poets’ Corner der Westminster Abtei begraben und einen Grabstein errichten, auf dem geschrieben steht, dass Parr in seinem Leben zehn Königen Untertan war:

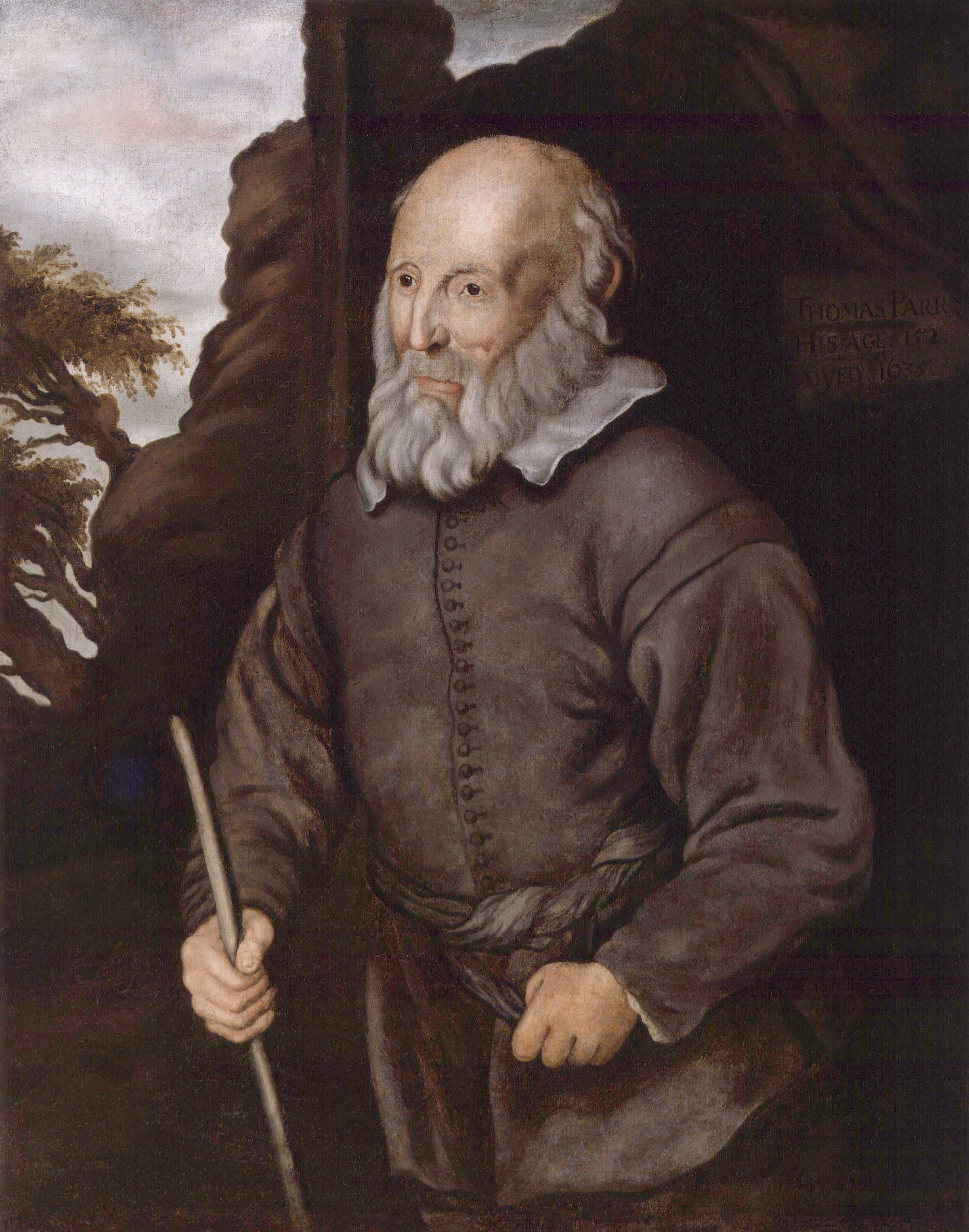
Thomas Parr, Ölbild eines unbekannten Malers, um 1635

THO: PARR OF YE COUNTY OF SALLOP. BORNE

IN AD: 1483. HE LIVED IN YE REIGNES OF TEN

PRINCES VIZ: K.ED.4. K.ED.5.K.RICH.3.

K.HEN.7.K.HEN.8.K.EDW.6.Q.MA.Q.ELIZ

K.JA. & K. CHARLES. AGED 152 YEARES.

& WAS BURYED HERE NOVEMB. 15. 1635.
zu Deutsch:

THO. PARR AUS DER GRAFSCHAFT SALLOP. GEBOREN

A.D. 1483. ER LEBTE UNTER DER HERRSCHAFT VON ZEHN

FÜRSTEN NÄMLICH K.ED.IV. K.ED.V. K.RICH.III.

K.HEIN.VII. K.HEIN.VIII. K.ED. VI. KGN. MA. KGN. ELIS.

K. JA. & K. KARL. ERREICHTE 152 JAHRE.

& WURDE BEGRABEN HIER AM 15. NOVEMB. 1635.
Landesweit bekannt wurde er, als der Dichter John Taylor 1635 eine Art Biografie Parrs mit dem Titel The Olde, Olde, Very Olde Man veröffentlichte. In der Folge ging Parr in die englische Folklore ein und wurde zum Inbegriff des Merrie England (Merry England – des fröhlichen England, der „guten alten Zeit“). Taylors Bericht zufolge wurde Parr 1483 geboren, seine Langlebigkeit führte er auf vegetarische Diät und züchtigen Lebenswandel zurück. Parr heiratete demnach erst im Alter von 88 (80) Jahren, hatte zwei Kinder und im Alter von 100 Jahren eine kurze außereheliche Affäre mit Kindesfolge, für die er aber Abbuße tat. Nach dem Tod seiner ersten Frau 1603 (1595) heiratete er im Alter von 122 Jahren (1605) erneut. 1635 begegnete er dem Maler und Diplomaten Peter Paul Rubens, der Skizzen von ihm anfertigte. Die englischen Maler John Condé und George Powle (2. Hälfte des 18. Jahrhunderts) fertigten mehrere Zeichnungen nach Rubens’ Vorlagen an. Auch sein Wohnhaus in Winnington existiert noch.
Thomas Parr wurde kurz nach seinem Tod von William Harvey seziert; der Bericht wurde als Anhang des Buchs De ortu et natura sanguinis (Von der Entstehung und Natur des Blutes) von John Betts 1669 veröffentlicht. Der Befund lässt eher darauf schließen, dass Parr noch nicht einmal die 70 Jahre erreicht hat. Es ist möglich, dass seine Geburtsurkunde mit der von Parrs Großvater verwechselt wurde. Beide Männer trugen denselben Namen. Eine fehlerhafte Beurkundung könnte dazu geführt haben, dass dem jüngeren Thomas irgendwann das Geburtsjahr seines Großvaters zugeschrieben wurde. Catherine Parr, eine angebliche Urenkelin, soll 1792 in Cork mit 103 Jahren verstorben sein.

## Trivia
Eine Whiskymarke aus Schottland trägt seit 1909 seinen Namen Grand Old Parr mit einem Portrait nach Peter Paul Rubens.